# Березнеговатское
Березнегова́тское (укр. Березнегуватське) — село в Новобугском районе Николаевской области Украины.
Основано в 1918 году. Население по переписи 2001 года составляло 845 человек. Почтовый индекс — 55620. Телефонный код — 5151. Занимает площадь 0,99 км².

## Местный совет
55634, Николаевская обл., Новобугский р-н, с. Березнеговатское, пр. Березнеговатский, 1